# Accademia Ercolanese
L'Accademia Ercolanese è un'accademia di carattere archeologico istituita nel 1755 a Napoli da Carlo III di Borbone per pubblicare e illustrare gli oggetti che frequentemente venivano disseppelliti nelle città sepolte dall'eruzione del Vesuvio del 79 d.C., principalmente Pompei ed Ercolano (da cui l'accademia prende il nome). Da essa moltissimo si attendeva il Re, e lo si evince dalla formalità rigorosa con cui fu istituita: non ne facevano parte soci corrispondenti, ne onorari, come d'uso nelle accademie del tempo. All'inizio non ebbe leggi che ne determinassero lo scopo e le funzioni che peraltro erano esplicate nello scritto dello stesso Re
Dopo un lungo periodo di totale silenzio, l'accademia ha ripreso vita nel dicembre 1996 con lo scopo di reagire al "degrado della vita culturale della Città di Ercolano e più in generale del territorio vesuviano" e per "rianimare le attività culturali di quest'angolo della Regione Campania e soprattutto richiamare alla memoria degli Ercolanesi le nobili memorie delle antiche città di Ercolano, Pompei, Oplontis e Stabiae". Ha sede in Corso Resina, 296.

## Storia

### Gli scavi, l'esigenza di un'accademia e la sua nascita con Carlo III
Nel 1734 salì sul trono di Napoli Carlo III di Borbone. Il nuovo re venne a sapere che nelle vicinanze di Portici, dove aveva fatto edificare una propria villa, la reggia di Portici, erano stati rinvenuti dei pregevoli monumenti antichi. Data la propria passione per la cultura ed avendo intuìto il prestigio che avrebbe potuto ricavare il proprio regno, Carlo III ordinò che si riprendessero gli scavi precedentemente interrotti, e così avvenne nei primi giorni del 1738.
L'operazione ebbe un grande successo, portando alla luce molti oggetti, statue ed iscrizioni. Carlo III ne rimase tanto avvinto da volere che gli venissero riferite giornalmente le scoperte, presenziando spesso egli stesso agli scavi.
Con l'ampliamento e l'intensificazione dei lavori, si arrivò ad identificare il luogo degli scavi con la città di Ercolano. Visto il successo avuto con Ercolano, Carlo III decise di intensificare gli scavi anche presso l'altra città sepolta, Pompei, riottenendo lo stesso successo.
Venendo rinvenuti continuamente nuovi reperti in entrambe le città, nel 1751 venne creato un apposito museo per raccoglierli, presso la villa reale di Portici. Nonostante fosse appena nato questo museo già contava un numero impressionante di oggetti e il re, impaziente di veder restaurati i monumenti, decifrati i papiri e illustrati i rinvenimenti, fece venire da Roma Giuseppe Canart per restaurare i marmi, Tommaso Valenziani per restaurare i bronzi e il padre scolopio Antonio Piaggio per decifrare i papiri.
Per interpretare ed illustrare i monumenti, nel 1747 fu chiamato monsignor Ottavio Antonio Bayardi che accettò il difficile incarico e si trasferì nel regno l'anno stesso. Ma il Bayardi si accinse a scrivere un'opera immensa la cui descrizione partiva dalle epoche più remote di Ercolano tanto che, dopo cinque anni di lavoro, pubblicò solo parte della vita di Ercole (Prodromo delle antichità di Ercolano). Nell'ultimo volume di quanto pubblicato il Bayardi prometteva che con i volumi successivi avrebbe completato la vita di Ercole, avrebbe raccontato della fondazione di Ercolano ed infine avrebbe parlato delle antichità rinvenute.
Ma il mondo letterario e lo stesso re Carlo III desideravano con impazienza l'esposizione delle opere rinvenute. Sotto tale pressione, il Bayardi pubblicò un semplice catalogo dei monumenti dissotterrati ma privo di spiegazioni. Nello stesso egli scrisse che avrebbe avuto bisogno di un altro paio di anni se non di più per completare il suo prodromo di cui sopra.
Fu allora che il re, infastidito dall'allungarsi dei tempi, su suggerimento del marchese Bernardo Tanucci che allora era segretario di stato della casa reale, decise di fondare un'accademia unicamente incaricata di illustrare i monumenti rinvenuti dagli scavi: era il 13 dicembre 1755 e così nasceva la Regale Accademia Ercolanese.
L'accademia doveva essere composta da soli quindici eruditi e riunirsi presso la segreteria di stato della casa reale sotto la presidenza del Tanucci. I quindici membri prescelti furono:
- Ottavio Antonio Bayardi
- Alessio Simmaco Mazzocchi
- Giacomo Castelli
- Salvatore D'Aula[13][14]
- Pasquale Carcani
- Ferdinando Galiani
- il conte di Pianura Francesco Grassi[15]
- Girolamo Giordano
- il padre somasco Giovanni Maria Della Torre[11][16]
- il padre Francesco Maria Tarugi[17]
- Francesco Valletta
- Francesco Maria Pratilli
- il barone Domenico Ronchi
- Mattia Zarillo
- Niccola Ignarra

Per la successiva venuta a mancare di due di questi, subentrarono nell'accademia anche il marchese Berardo Galiani e Giovanni Battista Basso-Bassi.
Come segretario perpetuo dell'accademia venne inizialmente scelto Francesco Valletta, ma poi, data la sua avanzata età e la sua salute cagionevole che poco si addicevano al laborioso incarico, questo venne affidato a Pasquale Carcani.

### L'accademia sotto Ferdinando IV
Intento il generoso cuore del re a procurare ai suoi popoli ogni sorta di felicità; e certo, che dalli progressi delle scienze, e delle belle arti dipende in gran parte il successo delle sue paterne cure; si è S. M. servita di restaurare l'antica Accademia Ercolanese pressoché estinta per la mancanza de' suoi primieri soci, e di confidare all'applicazione, e diligenza di essa la continuazione dell'opera delle antichità Ercolanesi, oggetto di tanto dispendio, e sollecitudine. Ed essendo S. M. ben informata del vasto sapere di V. S. Illustrissima nella filologia non meno, che nell'istoria degli antichi tempi, si è degnata di presceglierla per uno de' quindici soli socii, de' quali vuole composta quest'Accademia, sicura la M. S. ch'ella impiegherà con zelo i talenti suoi alla gloria del suo Regno, a beneficio della Repubblica delle Lettere, ed alla celebrità della di lei patria. Nel rimetterle la nota de' suoi compagni decorati di questo distinto onore, lo partecipo a V. S. Illustrissima di Real ordine, e con sommo mio piacere; nell'intelligenza, che verrà Ella a suo tempo avvertita del giorno della prima adunanza, in cui sarà regolato il modo da tenersi nelle successive giusta le sovrane intenzioni.
Caserta 15 aprile 1787 - Il Marchese Caracciolo
Col passare degli anni la maggior parte dei soci dell'accademia morirono, compreso il segretario Carcani e Bernardo Tanucci era distratto dagli impegni che gli procurava il regno. Ciò portò ad una totale interruzione dei lavori dell'accademia che si protrasse per diversi anni.
Quando il re Ferdinando IV salì a trono succedendo a suo padre, non gli volle essere da meno. Perciò, consigliato dal segretario di stato di casa reale nonché degli affari esteri il marchese Domenico Caracciolo, il 15 aprile 1787 ripristinò l'accademia sostituendo gli accademici defunti. Dei vecchi accademici rimasero solo:
- Ferdinando Galiani
- Niccola Ignarra
- Mattia Zarillo
- Giovanni Battista Basso-Bassi, divenuto il nuovo segretario perpetuo.

I nuovi eletti invece furono:
- Francesco La Vega
- Emmanuele Campolongo
- Saverio Gualtieri
- Pasquale Baffi
- Michele Arditi
- Andrea Federici
- Domenico Diodati
- Gaetano Rinforzi-Carcani (figliastro del trapassato segretario Pasquale Carcani[21])
- Saverio Mattei
- Carlo Rosini
- Francesco Daniele

Alla morte di tre di questi subentrarono in seguito il marchese Filippo Mazzocchi (nipote del più famoso Alessio Simmaco), Michele Arcangelo Lupoli e Vincenzo Calà.
Dopo il ripristino dell'accademia per la prima volta ne venne anche scritto uno statuto, composto da dodici articoli, approvato da re Ferdinando IV il 10 maggio 1787.
1. La Real Accademia Ercolanese sarà composta di soli quindici soci, e questo numero non ammetterà aumento.
2. Il Presidente sarà sempre il Segretario di Stato, che avrà il dipartimento della Casa Reale, e pel di lui canale essa riceverà gli ordini, che il Sovrano vorrà darle.
3. Il luogo delle sue adunanze sarà la Real Segreteria di Casa Reale.
4. I soci saranno perfettamente eguali tra di loro, senza la menoma distinzione né per cagion di nascita, né di dignità.
5. Avranno un direttore, che sceglieranno tra di loro, da durare tre soli mesi, che avrà cura principalmente di regolare le fatiche letterarie.
6. Avranno un segretario, il quale sarà perpetuo. Per ora continuerà a farne le funzioni l'abate D. Gio: Battista Basso-Bassi, al quale S. M. ha dato speranza di aumentare il soldo, che gode, il quale soldo così accresciuto resterà poi per sempre annesso all'impiego di segretario.
7. Per quest'impiego di segretario l'Accademia proporrà a S. M. un soggetto, che sarà dalla M. S. approvato, e confermato.
8. In caso dì elezione di nuovo socio, l'Accademia proporrà a S. M. tre soggetti, e la M. S. sceglierà quello, che meglio stimerà.
9. L'Accademia rappresenterà a S. M. quanto le occorrerà per via di appuntamenti distesi dal segretario, e sottoscritti almeno da due terzi de' soci.
10. S. M. per ora non accorda né soldi, né pensioni; ma siccome onorerà l'Accademia di sua special protezione, così farà senza meno parte delle sue reali munificenze a quelli individui, che si saranno più distinti per li talenti, per l'assiduità, per lo zelo, per la fatica, e per la illibatezza de' costumi.
11. Per ora l'occupazione dell'Accademia sarà la dilucidazione delle antichità di Ercolano, di Pompei, di Stabia, per la continuazione dell'opera di Ercolano, e per la spiegazione degli antichi papiri, che si stanno svolgendo: ma col tempo, e in appresso S. M. potrà degnarsi d'incaricarla di altre incombenze, non meno gloriose al Regno, ed alla nazione, che all'Accademia stessa.
12. Sino a che gli accademici non avranno né soldi, né pensioni, resteranno col solo obbligo di unirsi due volte il mese, e qualche altra volta, che il segretario di Stato presidente li chiamerà, e S. M. in appresso potrà disporre come meglio gli aggrada.

Successivamente, in applicazione del settimo articolo, l'accademia propose come nuovo segretario perpetuo lo storiografo Francesco Daniele che il re confermò.

### L'accademia nell'Ottocento
A causa delle vicende politiche di fine Settecento, dopo il 1798 l'accademia non si riunì più e nei notiziarii della real corte di Napoli non se ne fa più menzione fino al 1806. Durante il decennio francese assunse di fatto un'altra veste, seppur operante con più soci, finché nel 1816, in seguito alla restaurazione borbonica, essa fu collocata tra le tre accademie ricomprese nella Società Reale Borbonica (assieme a quella di Scienze e a quella di Belle Arti) e composta di venti soci ordinari, ai quali potevano aggregarsene altri in qualità di corrispondenti nazionali ed esteri. Dal 1822 ha iniziato a pubblicare, in appositi volumi, le Memorie dei propri soci.
Tra i principali soci ordinari e tra gli interpreti dei papiri di questa fase storica, si segnalano:
- Francesco Maria Avellino[28]
- Giuseppe Capecelatro[29]
- Giuseppe Castaldi[30]
- Giacomo Castrucci[31]
- Luigi Caterino[32]
- Andrea de Jorio[33]
- Salvatore Cirillo[34]
- Gaetano d'Ancora[35]
- Prospero de Rosa[36]
- Giovanni Battista Finati[37]
- Agostino Gervasio[38]
- Gaetano Greco[39]
- Raimondo Guarini[40]
- Cataldo Iannelli[41]
- Francesco Iavarone[42]
- Antonio Ottaviano[43]
- Giuseppe Maria Parascandolo[44]
- Bartolomeo Pessetti[45]
- Giustino Quadrari[46]
- Bernardo Quaranta[47]
- Giovanni Rossi[48]
- Angelo Antonio Scotti[49]
- Gaspare Selvaggi[50]

## L'accademia oggi
L'idea di rifondare, nel dicembre 1996, l'Accademia Ercolanese, restituendo linfa vitale all'istituzione creata nel 1755 da Carlo di Borbone, è dovuta all'iniziativa di Aniello De Rosa, un ercolanese appassionato della storia e della civiltà della sua terra e avvilito dal degrado culturale dell'area vesuviana e dalla crisi della coscienza europea. Il suo progetto era quello di dare vita ad un agile consesso, che potesse rianimare le attività culturali di quest'angolo della Regione Campania ed al tempo stesso di rifarsi alle memorie delle antiche città di Ercolano, Pompei, Oplontis, Stabiae e Paestum. De Rosa era convinto che la sua Accademia potesse configurarsi come un valido centro di promozione culturale, come in effetti si sarebbe rivelata. Dalla rifondazione, l'Accademia Ercolanese ha organizzato importanti congressi e curato le edizioni di volumi significativi, contribuendo alla storia di Ercolano e Pompei e alla loro fortuna in epoca moderna. L'Accademia Ercolanese è ormai parte integrante del patrimonio di storia e civiltà della Regione Campania e dell'Italia.
L'evoluzionismo culturale ed il progresso scientifico e tecnologico, esigono un sodalizio al passo dei tempi tra le due culture, in grado di rispondere alle esigenze e agli interrogativi dell'uomo del terzo millennio, agli albori dell'era digitale. Compito gravoso della Repubblica delle lettere è quello di riportare l'immaginario collettivo, distorto dalle nuove tecnologie della recente rivoluzione digitale, nell'alveo della ragion pura.  Ed è per questo che al tramonto dell'Occidente De Rosa nella prospettiva di una cultura europeista, ha istituzionalizzato dal 2006, dopo aver coniato l'Ermatena, l'antica medaglia disegnata da Michele Arditi nel 1816, per il recupero dell'etica e della morale, un premio annuale (Premio Euromediterraneo). Il successo di tale iniziativa, unitamente all'intento di incentivare la ricerca scientifica nel Mezzogiorno d'Italia, dal 2008 ha portato a coinvolgere nella cerimonia anche le tesi di dottorato di ricerca sia dell'Università degli Studi di Napoli Federico II che della Seconda Università degli Studi di Napoli,quest'ultima con decreto rettoriale del 17 ottobre 2016 è stata rinominata Università degli Studi della Campania " Luigi Vanvitelli". Per l'internazionalizzazione del dibattito scientifico, l'Accademia ha siglato nel 2011 un protocollo di intenti con la Repubblica Popolare Cinese per la premiazione annuale della migliore Tesi di Dottorato di Ricerca della Cina.

## Il premio Euromediterraneo
Dal 2006, ogni anno l'accademia assegna il premio Euromediterraneo alle personalità più illustri del Mezzogiorno d'Italia. Negli anni 2019 e 2020 a causa delle restrizioni dovute alla pandemia di COVID - 19 il premio non è stato conferito. La celebrazione della XV edizione svolta il 10 settembre 2022, segna una svolta storica per l'Accademia Ercolanese, è con Dario Franceschini originario di Ferrara che il premio assume una dimensione internazionale. Il 21 giugno 2024 nell'anno di celebrazione degli 800 anni dalla fondazione dell'ateneo laico più antico del mondo, istituito da Federico II nel 1224, il premio è stato assegnato al rettore Matteo Lorito nella Sala Cinese della Reggia di Portici, sede del Dipartimento di Agraria. Per tale notevole ricorrenza, sono state coinvolte nella premiazione le tesi di dottorato di ricerca degli anni accademici del 2022 e del 2023.   
I vincitori di tale premio sono stati:
- nel 2006, Luigi Nicolais, all'epoca ministro per la Ricerca e l'Innovazione
- nel 2007, l'ammiraglio Roberto Cesaretti, responsabile delle Forze Armate Nato nel Mediterraneo
- nel 2008, Guido Trombetti, rettore dell'Università Federico II di Napoli
- nel 2009, Francesco Rossi, rettore della Seconda Università degli Studi di Napoli (S.U.N.)
- nel 2010, cardinale Crescenzio Sepe
- nel 2011, Corrado Lembo, procuratore della Repubblica di Santa Maria Capua Vetere
- nel 2012, Paolo Masi, preside della Facoltà di Agraria dell'Università Federico II di Napoli
- nel 2013, Pietro Grasso, presidente del Senato della Repubblica Italiana nella XVII legislatura
- nel 2014, Luigi Carrino, presidente del Centro italiano ricerche aerospaziali
- nel 2015, Pietro Perlingieri, senatore della Repubblica, Cavaliere di Gran Croce dell'Ordine al Merito
- nel 2016, Gaetano Manfredi, rettore dell'Università Federico II di Napoli e presidente della CRUI
- nel 2017, Giuseppe Paolisso, rettore dell'Università degli Studi della Campania Luigi Vanvitelli
- nel 2018, Sergio Costa, ministro dell'Ambiente e della tutela del Territorio e del Mare
- nel 2021, Luigi Di Maio, ministro degli Affari Esteri e della Cooperazione Internazionale
- nel 2022, Dario Franceschini, ministro della Cultura
- nel 2024, Matteo Lorito, rettore dell'Università degli Studi di Napoli Federico II